# Attray
Attray ist eine französische Gemeinde mit 209 Einwohnern (Stand: 1. Januar 2022) im Département Loiret in der Region Centre-Val de Loire. Sie gehört zum Arrondissement Pithiviers und zum Kanton Pithiviers. Die Einwohner werden Attrayens genannt.

## Geographie
Attray liegt etwa 28 Kilometer nordöstlich von Orléans. Umgeben wird Attray von den Nachbargemeinden Jouy-en-Pithiverais im Norden, Escrennes im Osten und Nordosten, Mareau-aux-Bois im Südosten, Santeau, Montigny und Chilleurs-aux-Bois im Süden, Neuville-aux-Bois im Südwesten, Crottes-en-Pithiverais im Westen sowie Bazoches-les-Gallerandes im Nordwesten.

## Bevölkerungsentwicklung
| Jahr                       | 1962 | 1968 | 1975 | 1982 | 1990 | 1999 | 2008 | 2017 |
| Einwohner                  | 222  | 217  | 192  | 206  | 198  | 195  | 201  | 211  |
| Quellen: Cassini und INSEE |      |      |      |      |      |      |      |      |

## Sehenswürdigkeiten

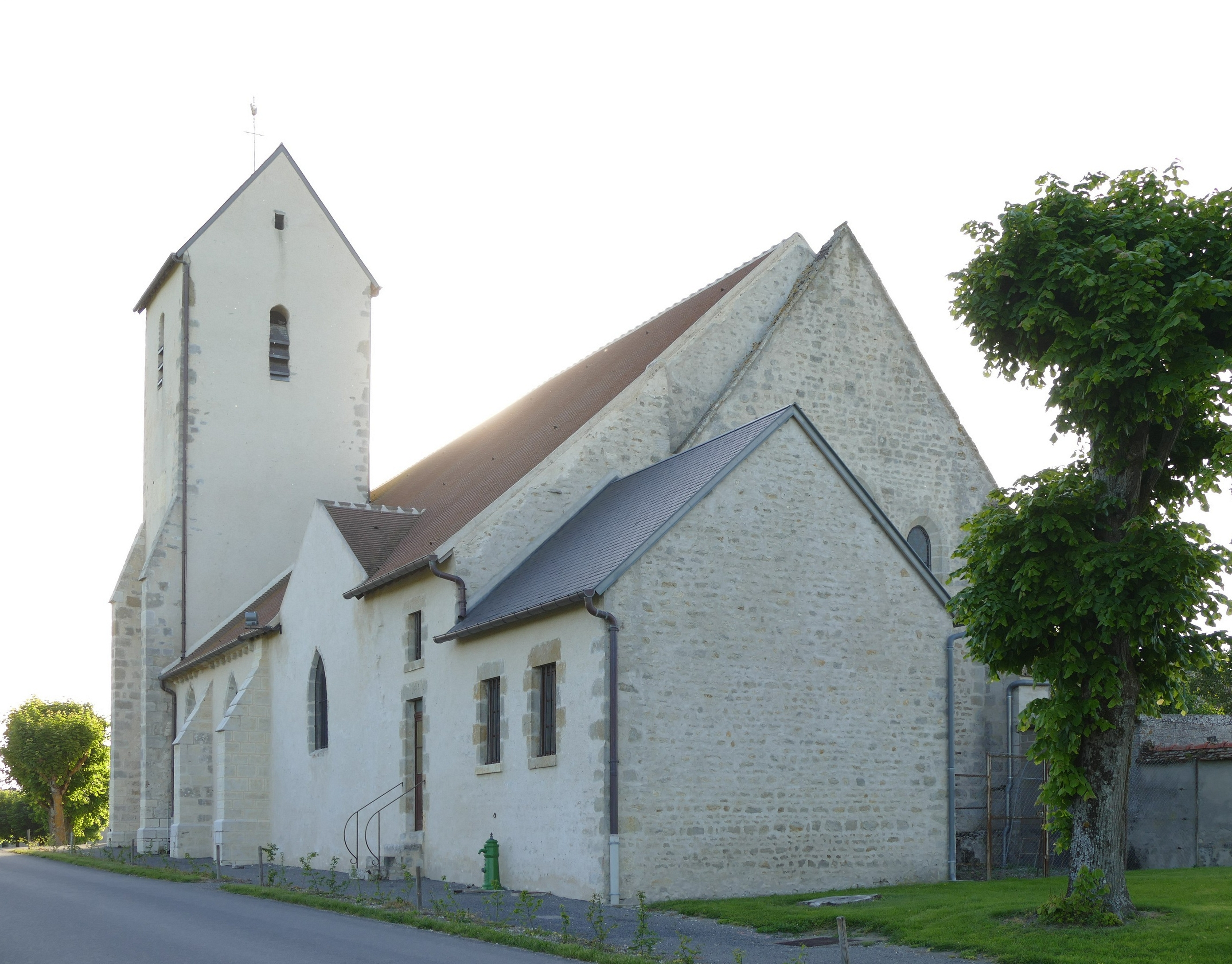
Kirche Saint-Pierre

- Kirche Saint-Pierre aus dem 13. Jahrhundert